# Офлаг
О́флаг (нем. Offizierslager, сокр. Oflag — офицерский лагерь) — тип лагерей для военнопленных офицеров, создававшихся Германским рейхом во время Первой мировой войны в соответствии с требованиями Гаагской конвенции 1899 года и Нацистской Германией во время Второй мировой войны в соответствии с требованиями Женевской конвенции 1929 года. В офлагах заключённых делили на группы в соответствии с национальностью, от которой зависел уровень соблюдения нацистами требований конвенций.

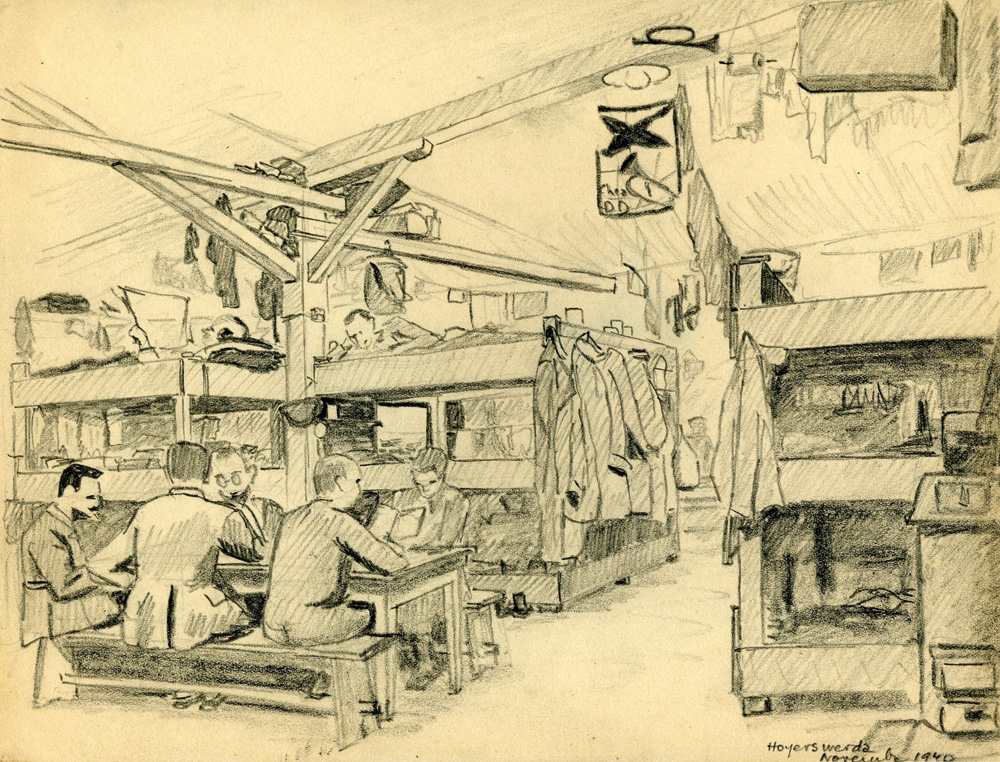
Рисунок барака в лагере Oflag IV D, выполненный французским заключённым Э. Арно (E. Arnaud)

## Описание

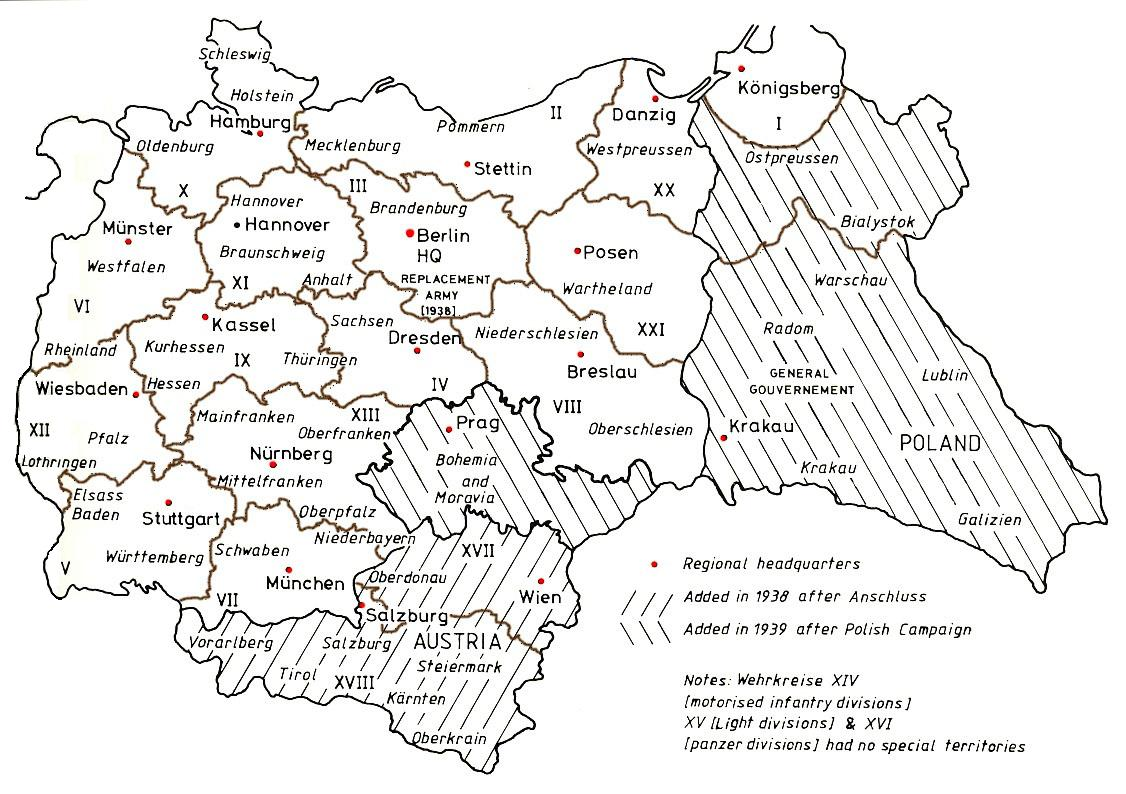
Военные округа в Германском рейхе и на оккупированных территориях, 1944 год

Во время Второй мировой войны в германских лагерях для военнопленных под названием офлаги содержались только офицеры. Унтер-офицеры и солдаты размещались в так называемых основных лагерях — шталагах.
Лагеря нумеровались по военным округам, в которых они располагались. Далее следовала последовательная нумерация буквами, поэтому, например, третий офицерский лагерь во втором военном округе имел название Oflag II С. Однако от этой системы были и отклонения. Иногда к названию лагеря добавлялось название ближайшего населённого пункта, например Oflag II C Woldenberg.
Офицеры военно-воздушных сил антигитлеровской коалиции содержались в специальных лагерях, называемых шталаг-люфт, и им, как и заключённым офлагов, в основном предоставлялись требуемые конвенцией 1929 года условия.
Четыре из офлагов, в которых находились заключённые-поляки, стали известны потому, что сохранились документы так называемых «лагерпостов» (нем. Lagerpost), которые заключённые создавали с одобрения лагерного руководства и которые выполняли функцию постов внутри лагеря.

## Выполнение требований Женевской конвенции
Несмотря на то, что нацистская Германия подписала Женевскую конвенцию, коменданты лагерей выполняли её требования по своему усмотрению, в частности, полностью — в отношении британцев, норвежцев и американцев, несколько ограниченно — в отношении французов, практически условно — в отношении итальянцев, поляков и югославов.
В отношении советских военнопленных ни одно положение Женевской конвенции не применялось; нацисты объясняли это тем, что СССР данную конвенцию не подписал. Но основными причинами жестокого обращения с советскими военнопленными — как с солдатами, так и с офицерами, —  была нацистская теория о расовой неполноценности славян и ненависть к коммунистам .
За время Великой Отечественной войны пропало без вести 392 085 советских офицеров армии и флота; сколько из них находились в плену точно определить невозможно. Многих офицеров расстреливали почти сразу после пленения. В нацистских лагерях советских офицеров и солдат порой размещали вместе. В частности, осенью 1941 года в Таллине (Эстония), в лагере, расположенном в южной части города около кладбища Лийва, находилось более 1000 рядовых и офицеров. Все жили в двухэтажной казарме и носили на одежде клеймо SU (Soviet Union) и рабочий номер. Рядовые содержались в помещениях на 250 человек, офицеры — в комнатах по 7—8 человек. Спали на полу без одеял и матрацев.
Один из крупнейших офлагов для советских офицеров располагался во Владимире-Волынском (Украина). Офицеры там разделялись на 4 полка по национальному составу: первый — украинский, второй и третий — русские, четвертый — интернациональный, состоящий из  офицеров–представителей народов Средней Азии и Кавказа. Их массово уничтожали, как и пленных советских рядовых, в том числе в лагерях смерти «Бухенвальд», «Освенцим» и «Маутхаузен».
В статье 22 Женевской конвенции, в частности, говорилось, что пленным офицерам должна выплачиваться такая же сумма довольствия, как и офицерам того же звания в удерживающем государстве. Если пленные унтер-офицеры и солдаты должны были работать в счёт компенсации затрат на их содержание, то офицеры были освобождены от работы — они питались за счёт получаемого денежного довольствия. Капитан армии США, например, должен был получать 400 марок в месяц, так как эту сумму получал капитан германской армии. Чтобы гарантировать, что у военнопленного не останется средств в случае успешного побега, денежное довольствие выплачивалось в лагерных марках вместо рейхсмарок. Изредка заключённым раздавали посылки «Красного Креста».
Когда в лагере Oflag XIII B (Хаммельбург) военнопленные попросили разрешить им работать за большее количество еды, они получили ответ, что Женевская конвенция запрещает им работать. В некоторых офлагах ограниченному числу унтер-офицеров разрешалось работать санитарами для ухода за офицерами. В частности, в лагере Oflag II C Woldenberg находилось около 5000 офицеров, а также около 1000 унтер-офицеров и солдат, назначенных для их обслуживания, и хотя последние не получали денежное довольствие, как офицеры, им не приходилось выполнять такую тяжёлую работу, как в шталагах. При выплате довольствия офицерам казначей лагеря обычно удерживал пять процентов и выдавал эту сумму унтер-офицерам, еще пять процентов удерживались и передавались в Фонд помощи вдовам и сиротам войны (ФПВСВ). Офицерам лагеря Вольденберг было указано отчислять десять процентов своего довольствия обслуживавшим их унтер-офицерам и столько же — в ФПВСВ.

## Примеры из жизни в офлагах
Во время Второй мировой войны в германских офлагах содержалось 29 тысяч французских офицеров  в возрасте от 20 до 50 лет. Не имея права на работу, они посвятили себя спортивному и интеллектуальному досугу: организовывали конференции, создали библиотеки, проводили учебные курсы. Изучаемые предметы были очень разнообразны: немецкий, английский, итальянский, русский, польский и арабский языки, эсперанто, математика, биология, право, история, география, садоводство, темы, связанные с профессиями заключённых, а также военная тематика (в частности, в лагере Oflag XVII A на конференциях изучались блицкриг и вступление США в войну). Такая же деятельность осуществлялась и в других офлагах. Тетради и карандаши можно было купить в лагере.
Библиотеки офлагов составлялись из частных коллекций офицеров, книги предоставляли немцы, «Красный Крест», миссия Скапини, католические священники, Европейский фонд помощи студентам и YMCA; заключённые также покупали книги в Германии, осуществляли обмен с муниципальными или университетскими библиотеками. В результате, библиотека лагеря Oflag II B насчитывала 35 тысяч произведений, библиотека лагеря Oflag VI D — 16 тысяч. В лагере Oflag XVII A даже была создана научная лаборатория с самодельными инструментами.
В 1941 году в лагере Oflag IV D был создан фонд солидарности для офицеров, унтер-офицеров и рядовых лагеря и их семей, а также фонд помощи семьям узников некоторых шталагов. Эти фонды финансировались за счёт индивидуальных или коллективных пожертвований, а также за счёт прибыли, полученной во время культурных или спортивных мероприятий. В сентябре 1942 года был создан «Центр поддержки Oflag IV D» (так называемый «лагерный секретариат»). Это был один из центров поддержки лагерей, организованных Генеральной комиссией по делам репатриированных военнопленных и семей военнопленных. Лагерные секретариаты совместно с гуманитарными организациями распространяли среди семей заключённых информацию о жизни в лагере, оказывали материальную и моральную помощь заключённым, находящимся в плену или репатриированным, а также семьям заключённых.

## Акция «Кугель»
В марте 1944 года генерал СС Эрнст Кальтенбруннер, руководитель Главного управления имперской безопасности, принял так называемый «Указ о пулях» (Kugel Erlass, также известный как Aktion Kugel — «Акция Пуля»). Это был секретный приказ с указанием после захвата бежавших из немецких лагерей для военнопленных офицеров и высших унтер-офицеров (за исключением американских и британских офицеров) передавать их Службе безопасности (СД), переводить в концлагерь «Маутхаузен» и там расстреливать «в рамках Акции Кугель». Судьба бежавших и пойманных американских и британских офицеров должна была решаться Верховным командованием вермахта в каждом конкретном случае.
Этот приказ нарушил Женевскую конвенцию 1929 года, которая в случае побега военнопленных предусматривала только дисциплинарные взыскания. Причиной данного приказа считается попытка побега 140 голландских офицеров из лагеря Stalag 371 (Станислау) во время их перевозки (доказано, что девять из них были убиты в «Маутхаузене»). В приказе также говорилось, что все офицеры-военнопленные (кроме американцев и британцев) должны быть уничтожены. Их предполагалось расстрелять, но вместо этого их обычно заставляли работать сверх нормы, отказывали в необходимой медицинской помощи и/или морили голодом.

## Известные офлаги

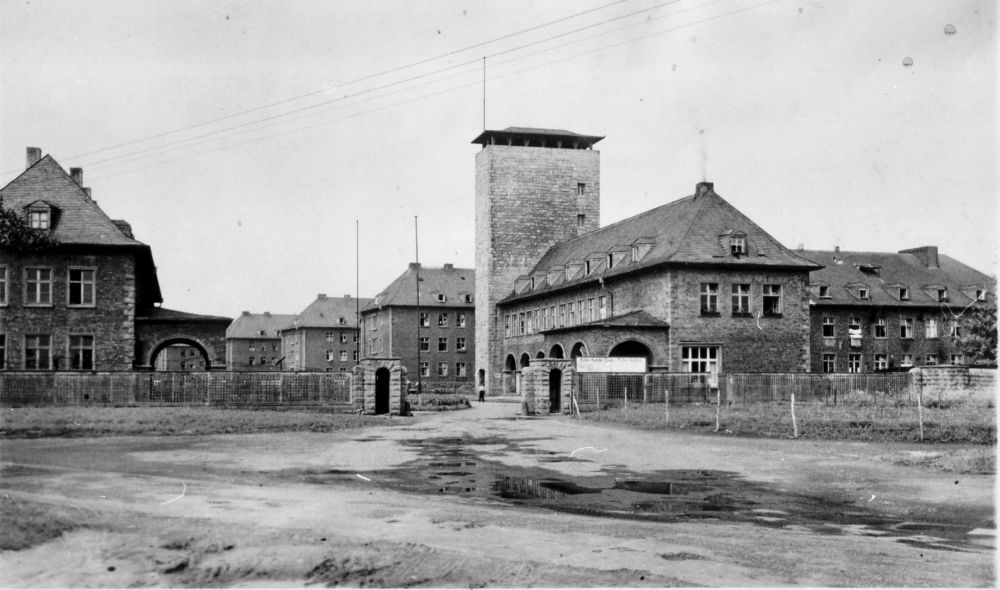
Входная зона лагеря Oflag VI A, Зост

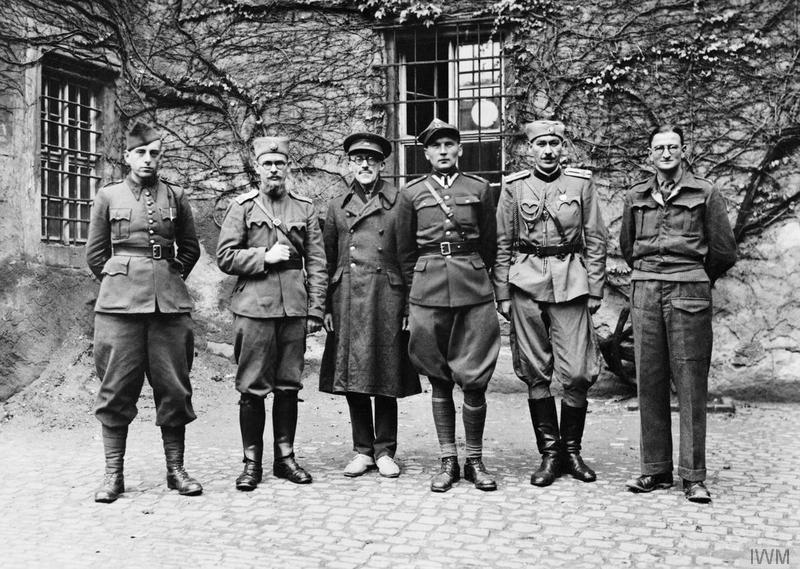
Заключённые Oflag IV C, слева направо: француз, югослав, бельгиец, поляк, югослав, британец

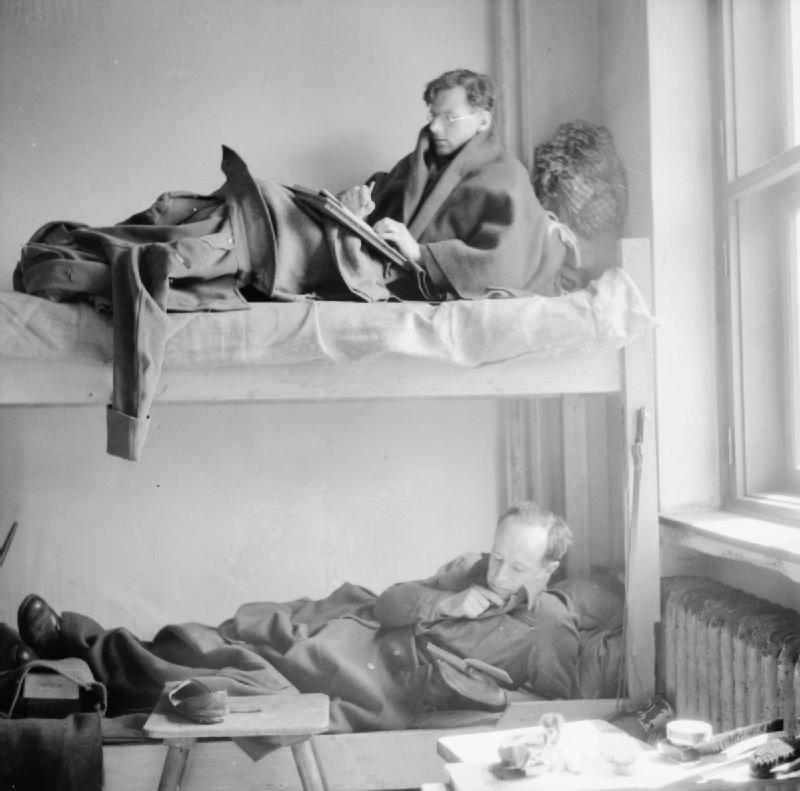
Британцы в лагере Oflag 79, Брауншвейг

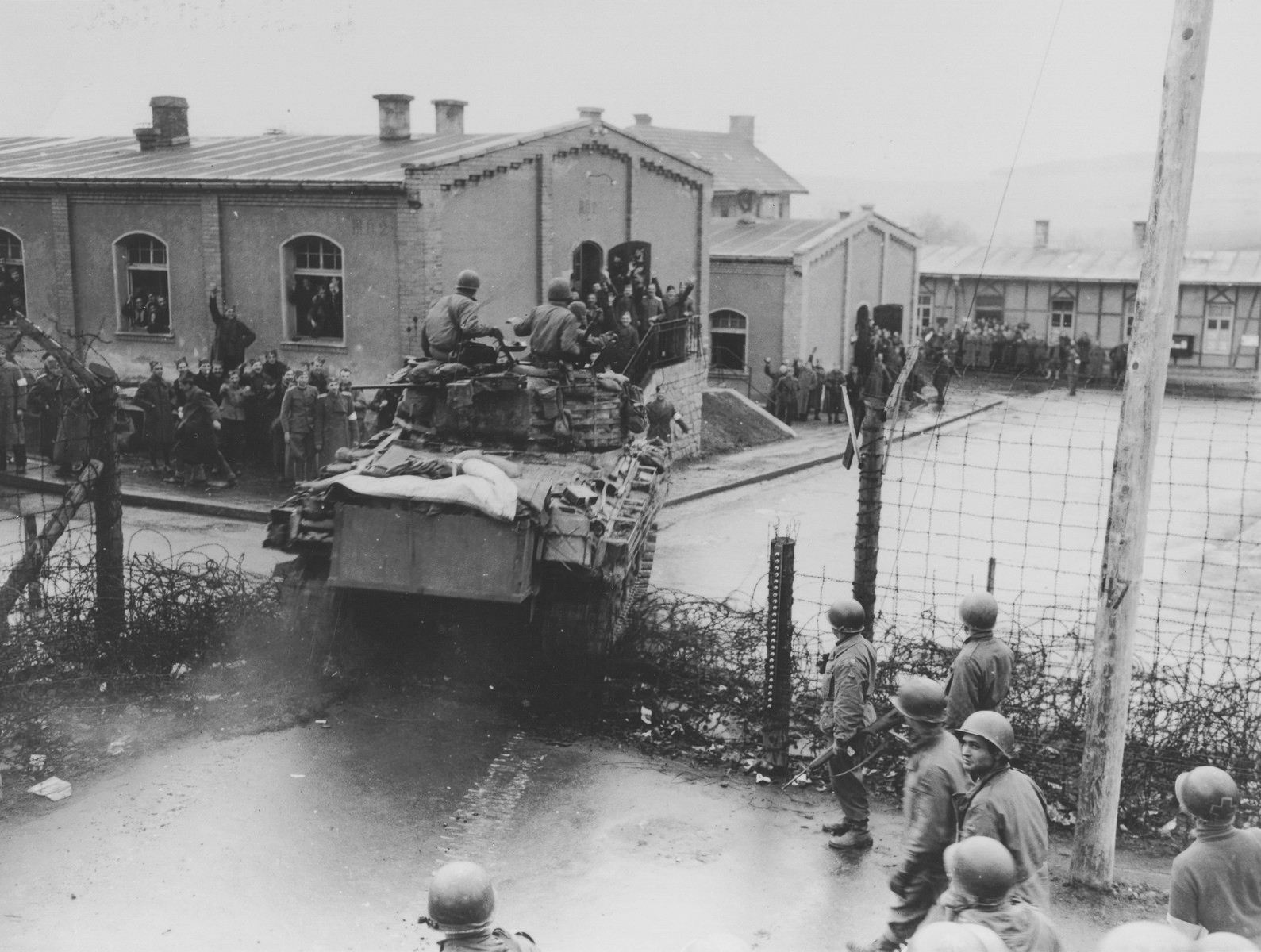
Американский танк разрывает колючую проволоку лагеря Oflag XIII B. Вольсберг,
8 апреля 1945 года

Список офлагов после 1939 года (неполный):
- Oflag II A, Пренцлау (Германия)
- Oflag II B, Арнсвальде (территория современной Польши)
- Oflag II C Woldenberg, Вольденберг (территория современной Польши)
- Oflag II D, Грос-Борн (территория современной Польши)
- Oflag II E, Нойбранденбург (Германия)
- Oflag III A, Луккенвальде (Германия)
- Oflag III B, Тиборлагер возле Швибуса (территория современной Польши)
- Oflag III C, Люббен (Германия)
- Oflag IV A, Хонштайн (Германия)
- Oflag IV B, Крепость Кёнигштайн (Германия)
- Oflag IV C, Замок Кольдиц (Германия)
- Oflag IV D, Эльстерхайде (Германия)
- Oflag V A, Вайнсберг (Германия)
- Oflag V B, Биберах-ан-дер-Рис (Германия)
- Oflag V C, Замок Бад-Вурцах
- Oflag VI A, Зост (Германия)
- Oflag VI B, Дёссель (Германия)
- Oflag VI C, Оснабрюк(Германия)
- Oflag VI D, Мюнстер (Германия)
- Oflag VII A, Мурнау-ам-Штаффельзе (Германия)
- Oflag VII B, Айхштетт (Германия)
- Oflag VII C, Лауфен (Германия)
- Oflag VII C/Z, Титтмонинг
- Oflag VIII A, Кройцбург (территория современной Польши)
- Oflag VIII B, Зильберберг
- Oflag VIII C, Юлиусбург (территория современной Польши)
- Oflag VIII E, Йоханнисбрунн
- Oflag IX A, Шпангенберг (Германия)
- Oflag IX B, Вайльбург (Германия)
- Oflag IX A/Z, Ротенбург (Германия)
- Oflag X A, Зандбостель (Германия)
- Oflag X A/Z, Итцехо (Германия)
- Oflag X B, Нинбург (Германия)
- Oflag X-C, Любек (Германия)
- Oflag X D, Фишбек (Гамбург)
- Oflag XI A, Остероде-ам-Харц (Германия)
- Oflag XI B, Брауншвейг (Германия)
- Oflag XII A, Хадамар (Германия)
- Oflag XII B, Майнц (Германия)
- Oflag XIII B, лагерь Хаммельбург
- Oflag XVII A, Эдельбах
- Oflag XVIII A, Лиенц (Австрия)
- Oflag XVIII B, Вольфсберг (Австрия)
- Oflag XVIII C, Шпитталь (Австрия)
- Oflag XXI C, Шильдберг (территория современной Польши)
- Oflag 62, лагерь Хаммельбург
- Oflag 63, Прокул (территория современной Литвы)
- Oflag 64, Шубин (территория современной Польши)
- Oflag 79, возле Брауншвейга (Германия)

Заключённые лагеря Oflag IV C в замке Кольдиц, Германия
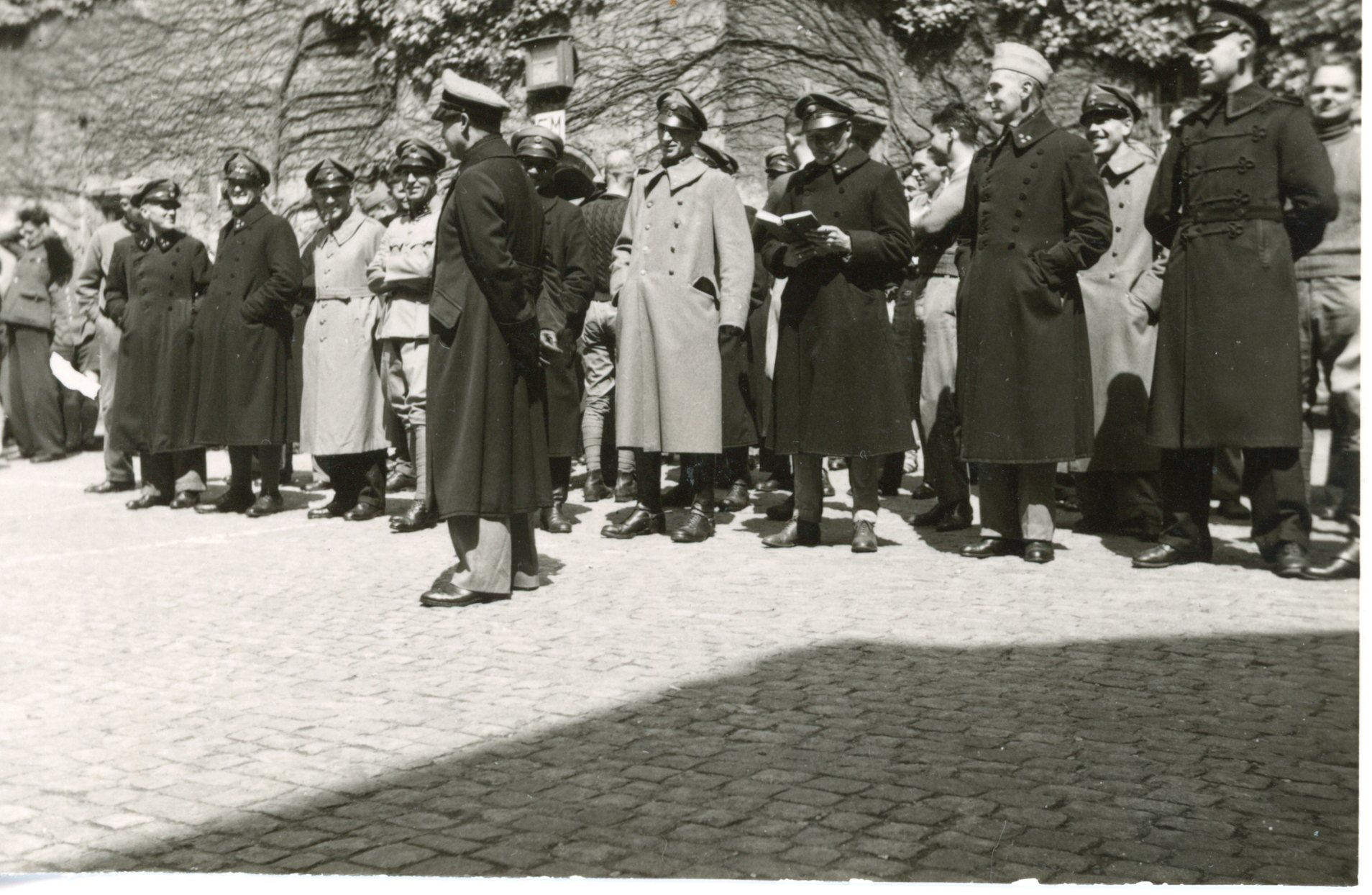
Перекличка заключённых
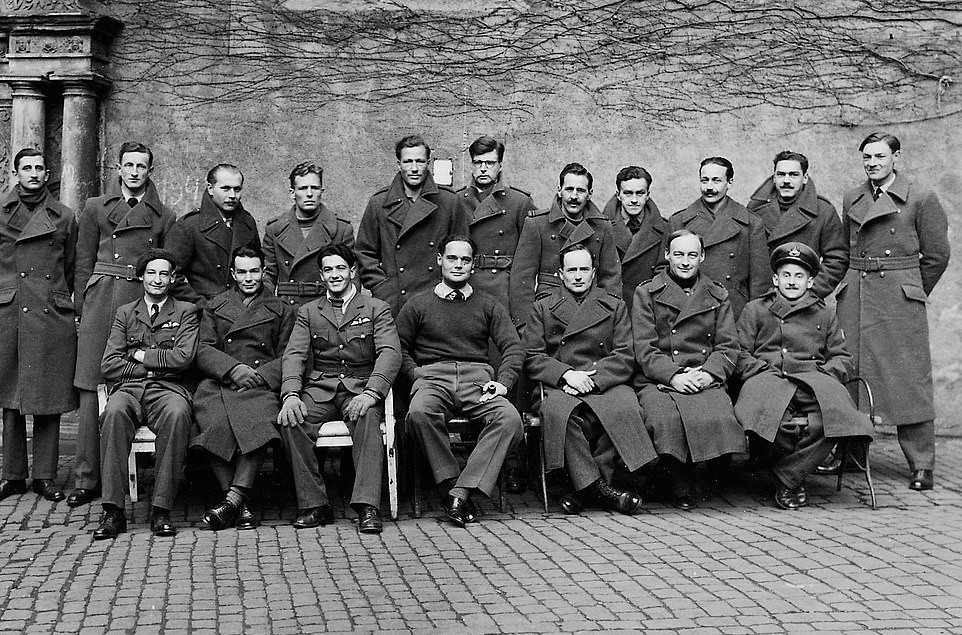
Британцы
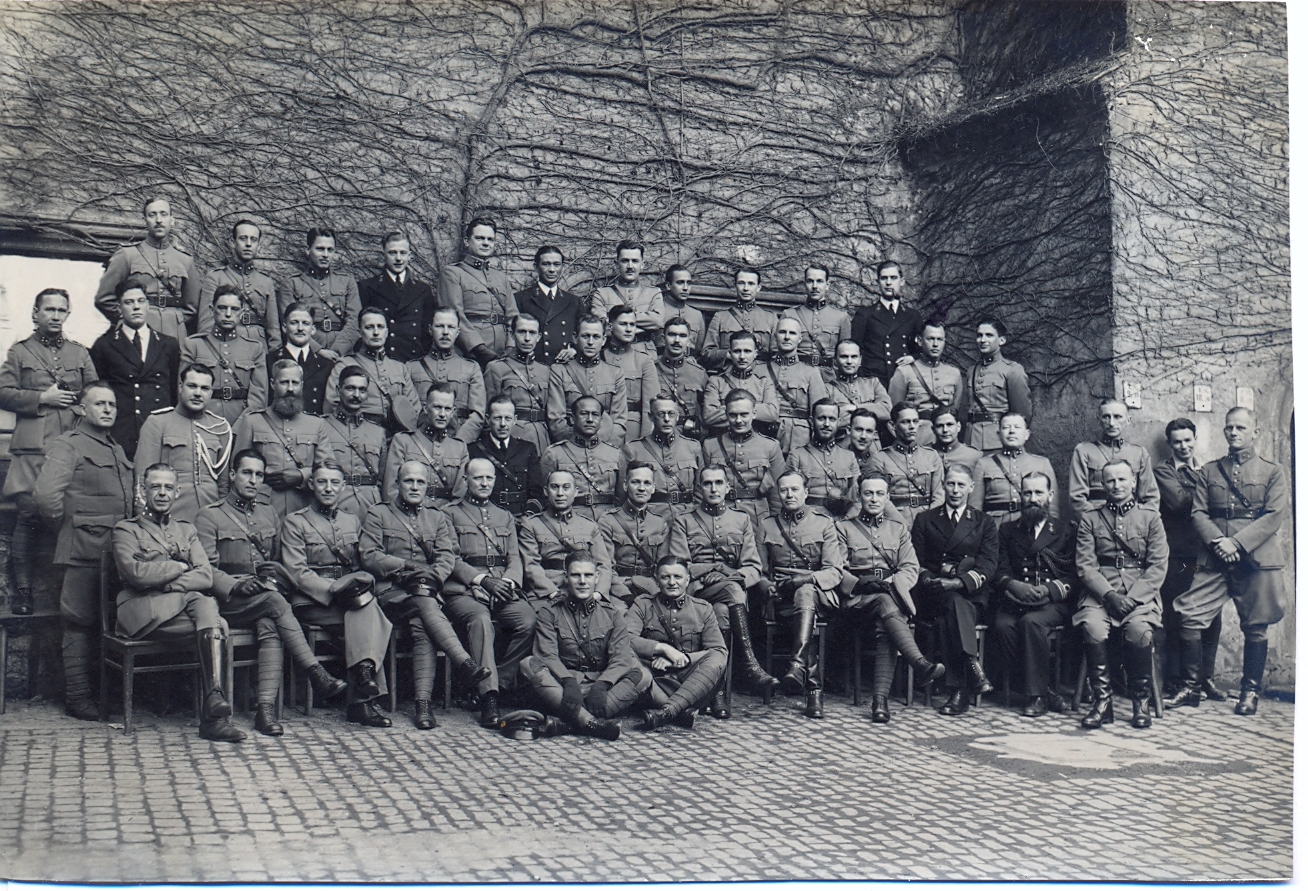
Нидерландцы
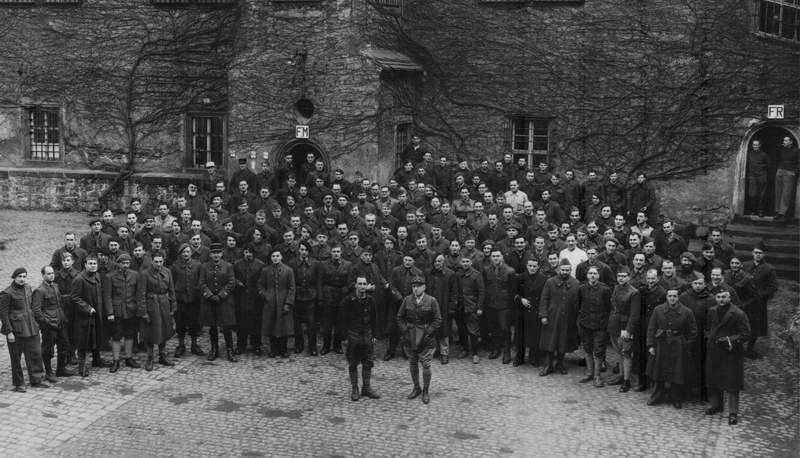
Французы
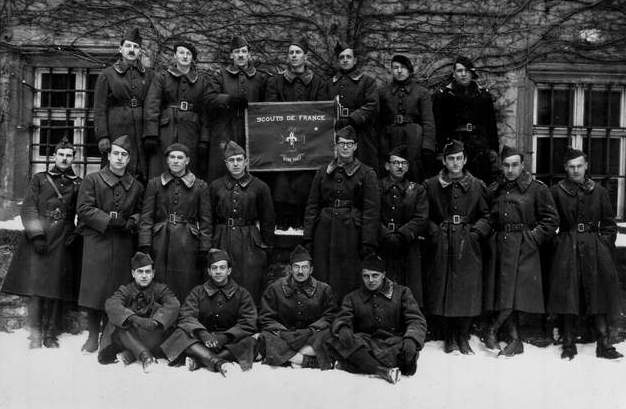
Французские скауты
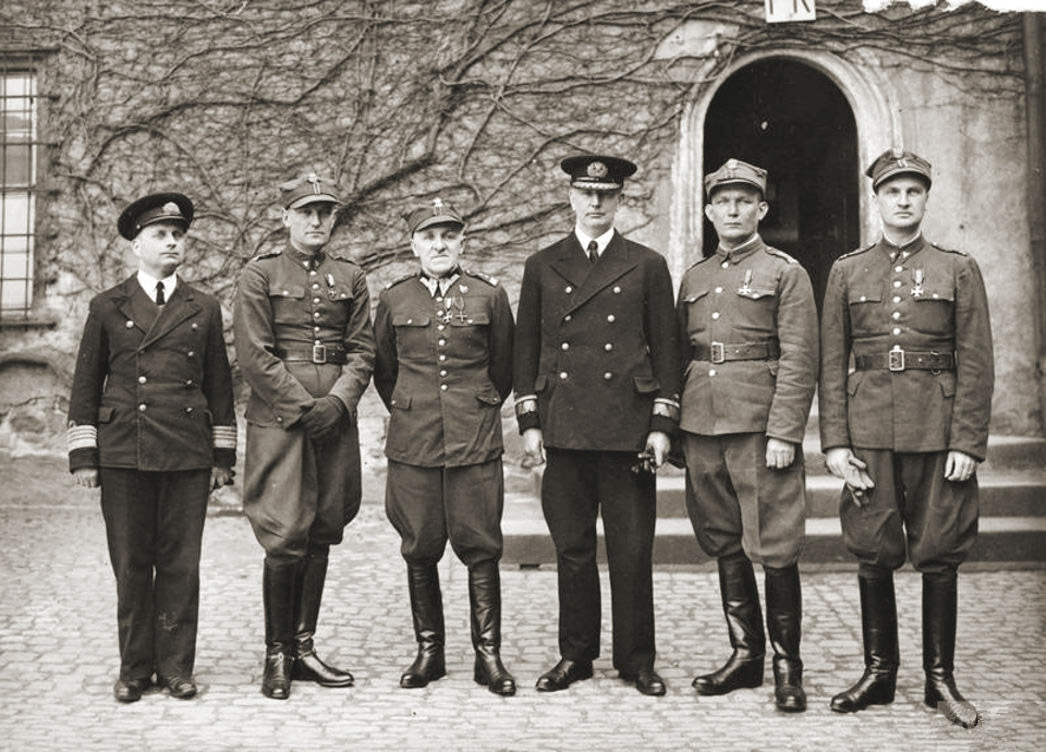
Поляки
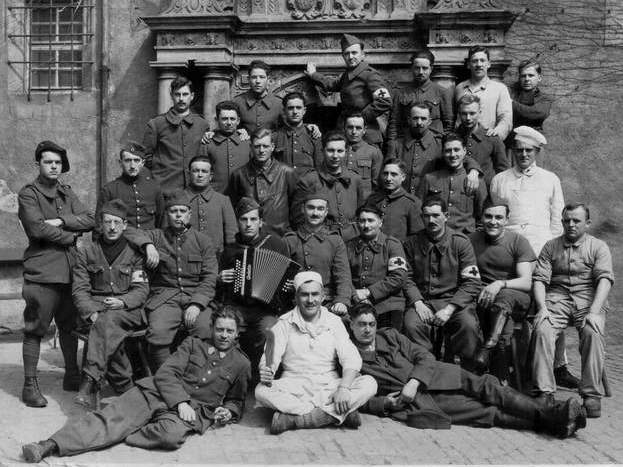
Санитары
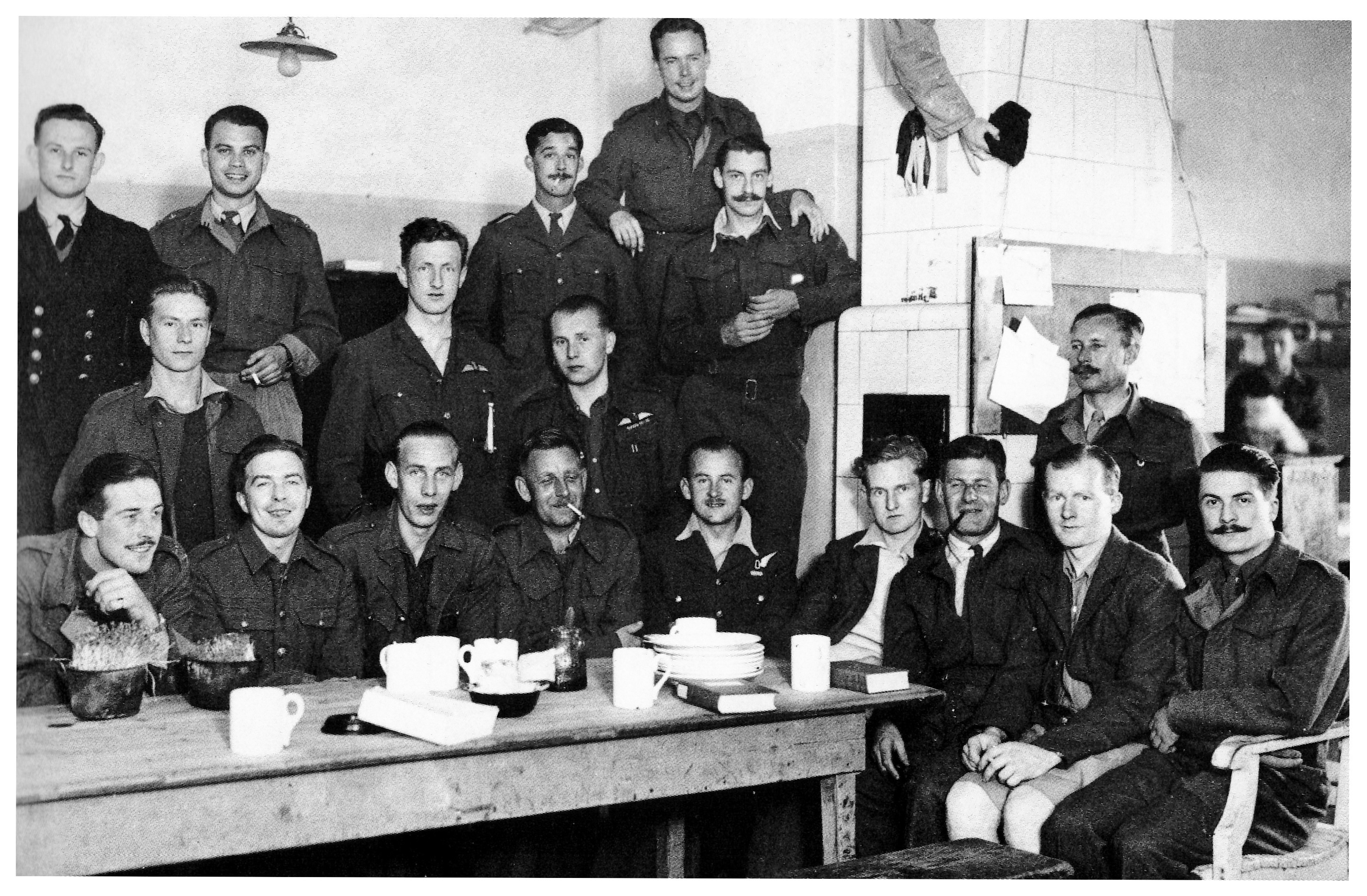
Заключённые в помещении
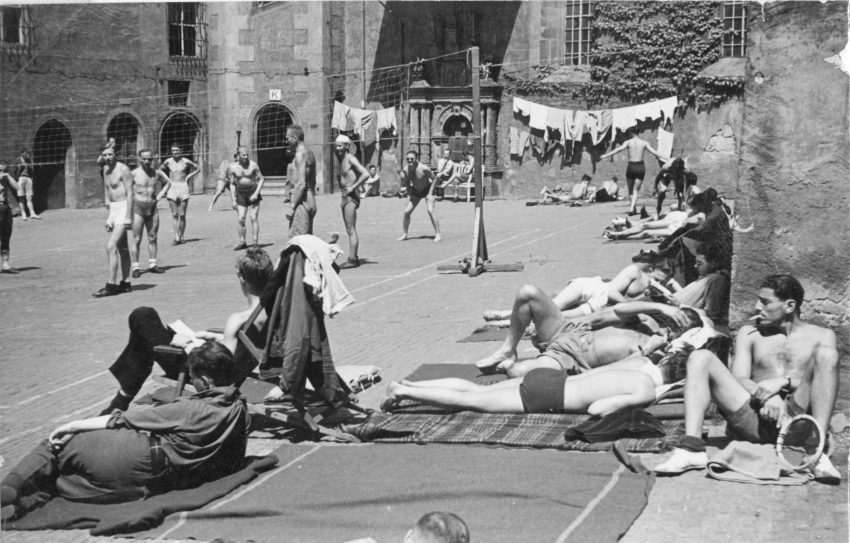
Спортивные занятия и отдых на открытом воздухе
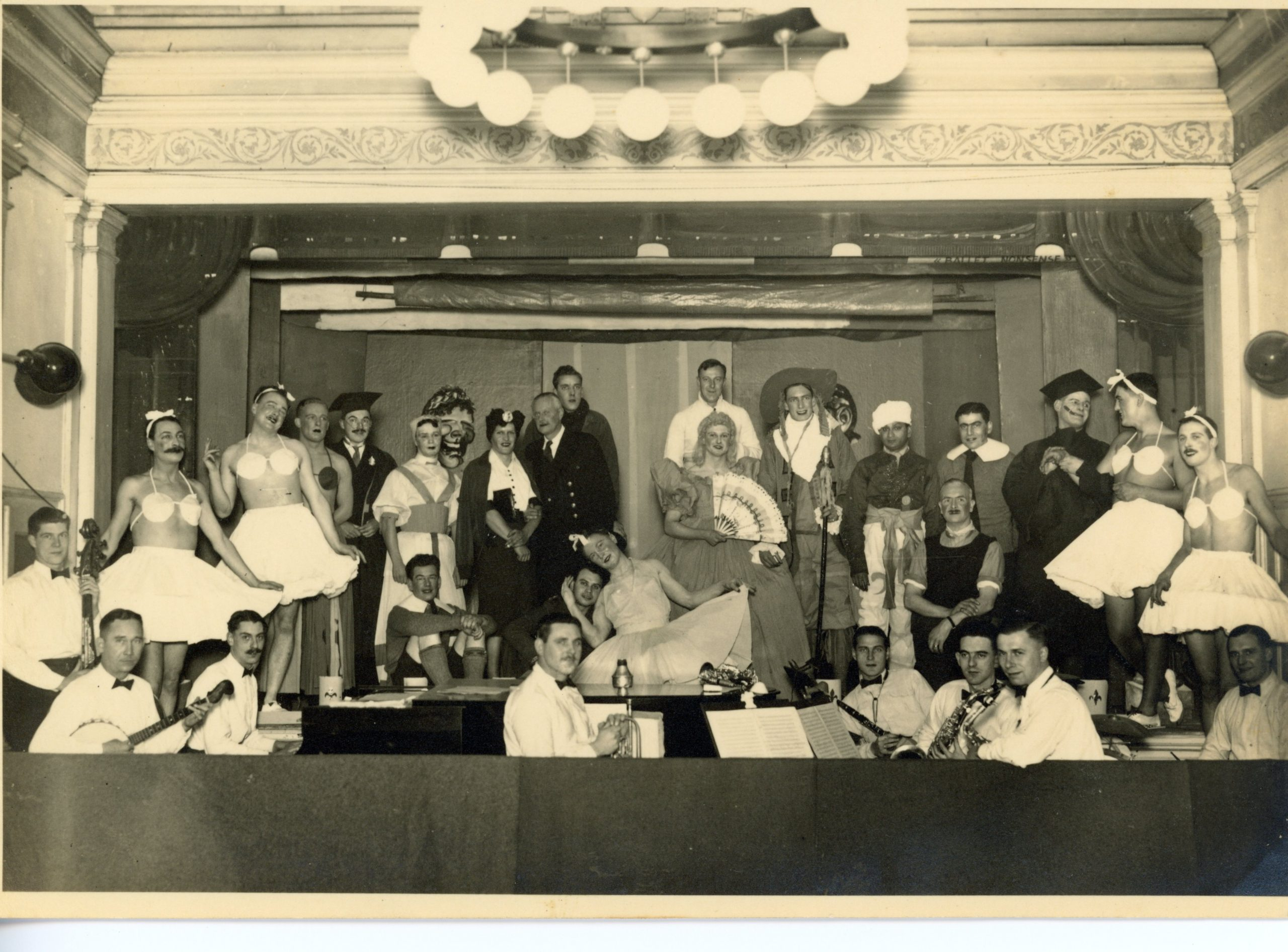
Участники театральной постановки

## Тема офлагов в литературе
Документальные публикации
- Edward W. Beattie, Jr. Diary of a Kriege — Eight Months A Prisoner of War. — Thomas Y. Crowell company, 1946. (англ.)
- Tim Wolter. POW Baseball in World War II: The National Pastime Behind Barbed Wire. — McFarland, 2002. — ISBN 978-0786411863. (англ.)
- J. Frank Diggs. Americans Behind the Barber Wire — A Gripping World War II Memoir: Inside a German Prison Camp. — ibooks Inc, 2003. — ISBN 9780743474825. (англ.)
- Albert P. Clark. 33 Months as a Pow in Stalag Luft III — A World War II Airman Tells His Story. — Fulcrum Publishing, 2005. — ISBN 9781555915360. (англ.)
- Peter Green. The March East — The Final Days of Oflag IX A/H and A/Z. — Spellmount, 2012. — ISBN 978-0752471259. (англ.)
- Jack Dower. Deloverance at Diepholz — A WWII Prisoner of War's Story. — Stackpole Books, 2016. — ISBN 9780811717533. (англ.)
- Stephen Dando-Collins. The Big Break — The Greatest American WWII Escape Story Never Told. — St. Martin's Press, 2017. — ISBN 9781250087560. (англ.)

Художественная литература
- 1949 — Эрик Уильямс. «The Wooden Horse» («Деревянная лошадь»)
- 1969 — Курт Воннегут. «Бойня номер пять, или Крестовый поход детей»